# 강진 유씨
강진 유씨(康津兪氏)는 전라남도 강진군을 본관으로 하는 한국의 성씨이다. 시조는 유적(兪迪)은 강진에 대대로 살아온 사족 출신으로 고려의 감문위상장군 공조판서를 지냈다.

## 참고 자료
- “강진유씨(康津兪氏)”. 뿌리를 찾아서.[깨진 링크(과거 내용 찾기)]